# Ревільяхіхедо (архіпелаг)
Архіпелаг Ревільяхіхедо (ісп. Islas Revillagigedo, IPA: [reˈβiʝa xiˈxeðo]) або Архіпелаг Ревілья-Хіхедо — група з чотирьох тихоокеанських вулканічних островів, відомих своєю унікальною екосистемою. Вони лежать приблизно за 458 км. від острова Сокорро на південь і південний захід від Кабо-Сан-Лукас, південного краю півострова Нижня Каліфорнія, і від 698 до 1092 км. на захід від Мансанільйо. Історично пов'язані з мексиканським штатом Коліма, якому в 1861 році було надано можливість створити виправну колонію, острови перебувають під федеральною власністю та юрисдикцією Мексики.
У липні 2016 року архіпелаг Ревільяхіхедо було внесено до списку Світової спадщини ЮНЕСКО, а в листопаді 2017 року він був оголошений морським заповідником і національним парком Мексики. Деякі з вулканів діючі, з останнім виверженням вулкана Барсена в 1953 році та Сокорро в 1993 році. Подорож до островів від найближчої точки суходолу займає приблизно від 26 до 30 годин, оскільки зазвичай до них можна дістатися морем; на Сокорро є невелика військова злітно-посадкова смуга.

## Географія

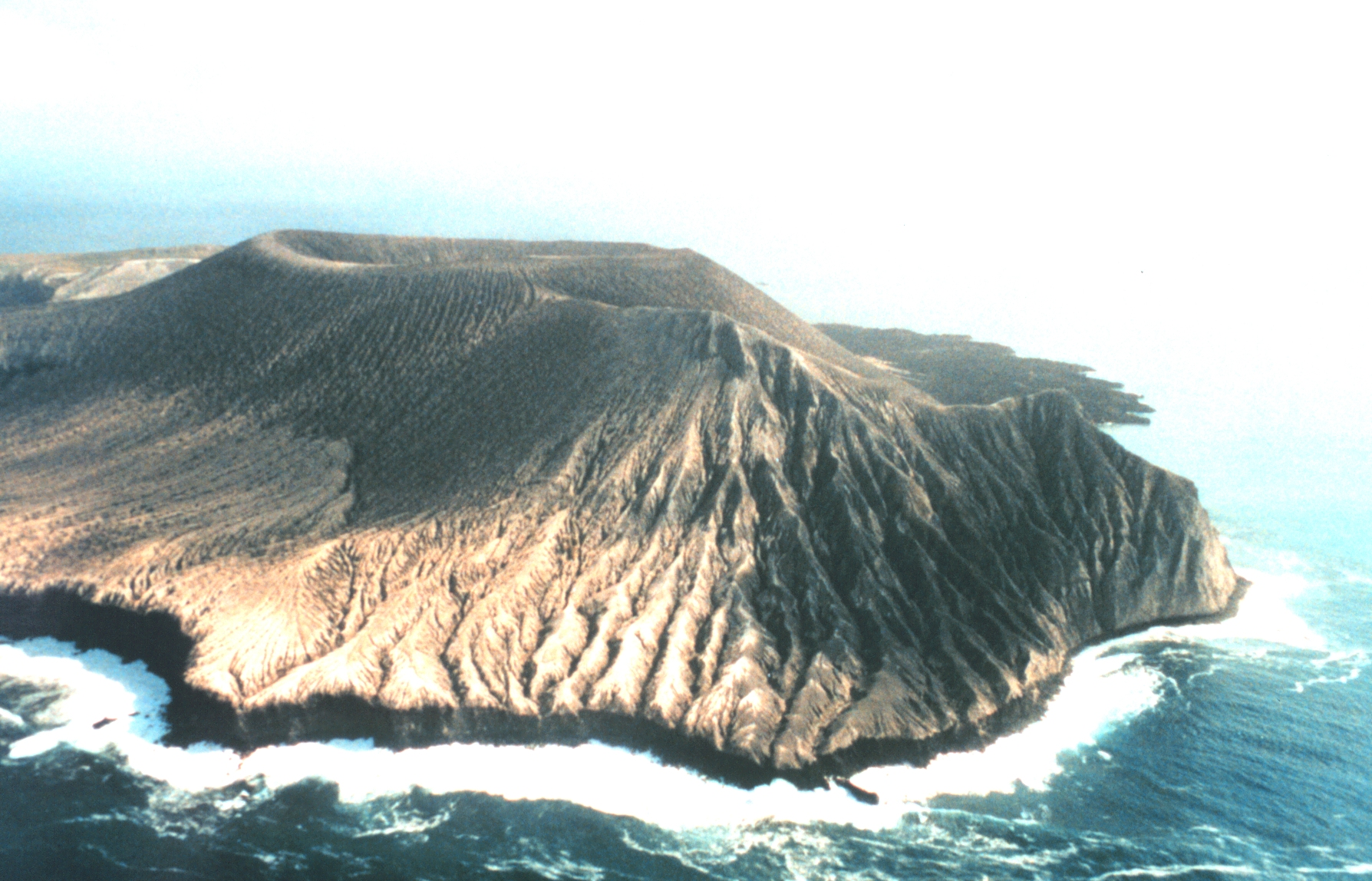
Montículo Cinerítico (спереду) і Барсена (позаду), вулканічні конуси на Сан-Бенедікто, одному з островівРевільяхіхедо.
Барсена існує лише з 1952 р.

Загальна площа 157,81 км2, поширюється зі сходу на захід приблизно на 420 км. Військово-морська база на півдні острова Сокорро має населення 45 осіб (персонал). На Кларіоні розташований невеликий військово-морський гарнізон з дев'яти осіб. В іншому острови незаселені. Острови названі на честь дона Хуана Вісенте де Гуемеса, 2-го графа Ревілья-Хіхедо, 53-го віцекороля Нової Іспанії.
| Острів (альтернативна назва)                          | Довжина по ширині (км) | Площа (км2) | Найвища вершина (м)          |
| Внутрішні острови (UTC-7, гірський часовий пояс)      |                        |             |                              |
| Сан-Бенедікто                                         | 4,315 на 2,490         | 5.94        | Барсена (310)                |
| Сокорро (Сан-Томас)                                   | 16,813 на 15,629       | 132.06      | Гора (Cerro) Еверманн (1130) |
| Рока Партида                                          | 0,246 на 0,073         | 0,014       | (34)                         |
| Зовнішній острів (UTC-8, тихоокеанський часовий пояс) |                        |             |                              |
| Кларіон (Санта Роза)                                  | 8,544 на 3,686         | 19.80       | Монте-Гальегос (335)         |
| Острови Ревільяхіхедо                                 | 420 на 115             | 157,81      | Гора (Cerro) Еверманн (1130) |

Три східні острови називаються внутрішніми островами. Вони лежать у часовому поясі UTC-7 (Гірський час), тоді як більша частина Коліми розташована в UTC-6 (Центральний часовий пояс). Кларіон лежить порівняно далеко на захід, більш ніж на 200 км порівняно з внутрішніми островами та в UTC-8 (тихоокеанський часовий пояс). Острови Ревільяхіхедо — одна з трьох груп мексиканських островів у Тихому океані, які не лежать на континентальному шельфі; інші — острів Гвадалупе та Рокас Аліхос.

## Історія

### XVI—XIX ст.

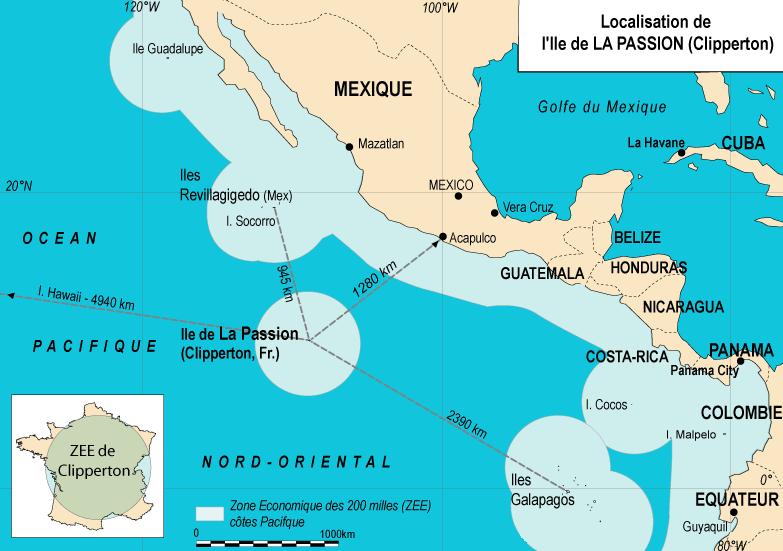
Розташування острова Сокорро та решти архіпелагу Ревільяхіхедо, а також протяжність західної ВЕЗ Мексики в Тихому океані

Жодних доказів проживання людини на будь-якому з островів не існує до їх відкриття іспанськими дослідниками. Хернандо де Гріява та його команда виявили незаселений острів 19 грудня 1533 року та назвали його Санто-Томас (острів Сокорро), а 28 грудня вони відкрили острів Ісла-де-лос-Іносентес (Сан-Бенедикто), який отримав свою назву завдяки тому, що був знайдений у день Побиття немовлят.
У листопаді 1542 року Руй Лопес де Вільялобос, досліджуючи нові маршрути через Тихий океан, заново відкрив Іносентес і Санто-Томас і позначив останні як Анублада («Хмарно»). Віллалобос був першим, хто повідомив про спостереження острова Рока Партида, давши йому сучасну назву. У 1608 році Мартін Янез де Арміда, який керував іншою експедицією, відвідав Анубладу і змінив її назву на Сокорро. У 1779 році Хосе Камачо був першим, хто повідомив про те, що залишився острів, який він позначив як Санта-Роза («Свята Роза»). Санта-Роза пізніше була перейменована на Кларіон на честь судна, яким у той час командував Генрі Гізелаар.
Острови Ревільяхіхедо відвідали ряд інших дослідників: Домінго дель Кастільо (1541), Мігель Пінто (1772), Александер фон Гумбольдт (1811), Бенджамін Морелл (1825), сер Едвард Белчер (1839), який створив перші ботанічні колекції та Рів, який був свідком виверження гори Еверманн у 1848 році. 25 липня 1861 року президент Беніто Хуарес підписав указ про передачу територіального контролю над чотирма островами штату Коліма. Його планом було будівництво офшорної пенітенціарної установи на острові Сокорро; хоча цього ніколи не сталося, указ, згідно з яким вони були прикріплені до Коліми, ніколи не був скасований. У 1865 році острів досліджував орнітолог Ендрю Джексон Грейсон, який виявив голуба сокорського, пересмішника сокорського та сову-ельфа Сокорського, які пізніше отримали наукові назви на його честь.

### Двадцяте століття

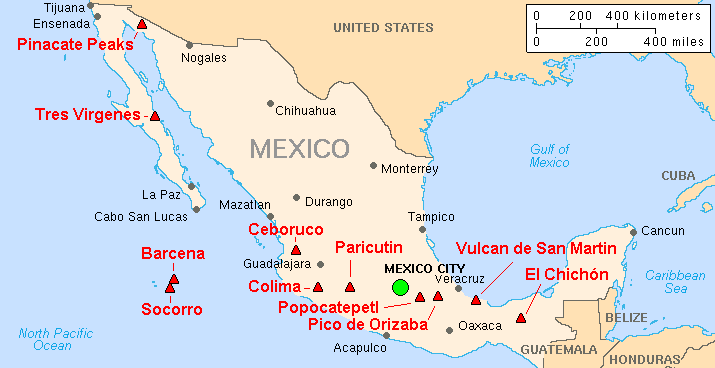
Сокорро та Барсена на Сан-Бенедікто вказано на цій карті мексиканських вулканів

На початку двадцятого століття доктор Бартон Воррен Еверманн, директор Каліфорнійської академії наук у Сан-Франциско, штат Каліфорнія, сприяв науковому дослідженню островів. У цей час були отримані найповніші біологічні колекції. На його честь перейменували вулкан на острові Сокорро. У 1957 році мексиканський флот створив військово-морську базу на Сокорро і з тих пір постійно присутня на острові. Крихітний форпост також існує на Кларіоні, як зазначено вище. 21 березня 1972 року Pablo Silva García став першим губернатором Коліми, який відвідав острівні території свого штату. Було відкрито меморіальну дошку, щоб відзначити цю подію та підтвердити вимогу Коліми.
Моря, що оточують більші острови, популярні серед дайверів. Тут можна спостерігати різноманітне морське життя, наприклад китоподібних, акул і скатів. Відвідувачі зазвичай залишаються на борту експедиційних суден під час візиту на острови, що є бажаним з екологічної точки зору, щоб запобігти інтродукції подальших інвазивних видів. Острови вважаються небезпечними для відвідування з метою, окрім дайвінгу, оскільки важко здійснити посадку; деякі ледь не втратили життя, намагаючись зробити це, наприклад, на Кларіон.
Час від часу їх відвідують радіоаматори, які зазвичай використовують префікс ITU XF4. Через їх віддаленість від материка, для винагороди вони вважаються «суб'єктом», окремим від Мексики. Експедиції організацій, які займаються біологічним збереженням островів, регулярно відвідують острови для польових досліджень. Немає туристичних об'єктів; на островах немає власних надійних джерел прісної води.

### Двадцять перше століття
24 листопада 2017 року президент Мексики Енріке Пенья Ньєто створив найбільшу в Північній Америці морську заповідну територію навколо островів Ревільяхіхедо. Ця охоронна територія займає 147,63 квадратного кілометра (57,000 миля2) навколо островів і забороняє рибальство, видобуток корисних копалин і розвиток туризму в заповідній зоні та на островах.

## Екологія
Острови Ревільяхіхедо є домівкою для багатьох ендемічних видів рослин і тварин, їх іноді називають «маленькими Гаваями» Мексики. Вони входять до окремого неотропічного наземного екорегіону — сухих лісів островів Ревільяхіхедо. Сокорро найрізноманітніший за флорою, фауною і рельєфом. 4 червня 1994 року уряд Мексики створив острови як біосферний заповідник. У 2020 році Oceanographic Magazine заявив, що «його віддаленість, захист і своєрідна океанографія роблять його одним із найбільш різноманітних і захоплюючих морських місць на землі».
Острови здебільшого вкриті сухим тропічним лісом із кількома різними рослинними угрупованнями, які змінюються залежно від висоти, ґрунту та експозиції. Хміль (Dodonaea viscosa) і Guettarda insularis є звичайними видами сухих лісів. Зелений мангровий ліс (Conocarpus erectus) і чагарник Hibiscus tiliaceus subsp. pernambucensis ростуть уздовж узбережжя моря.

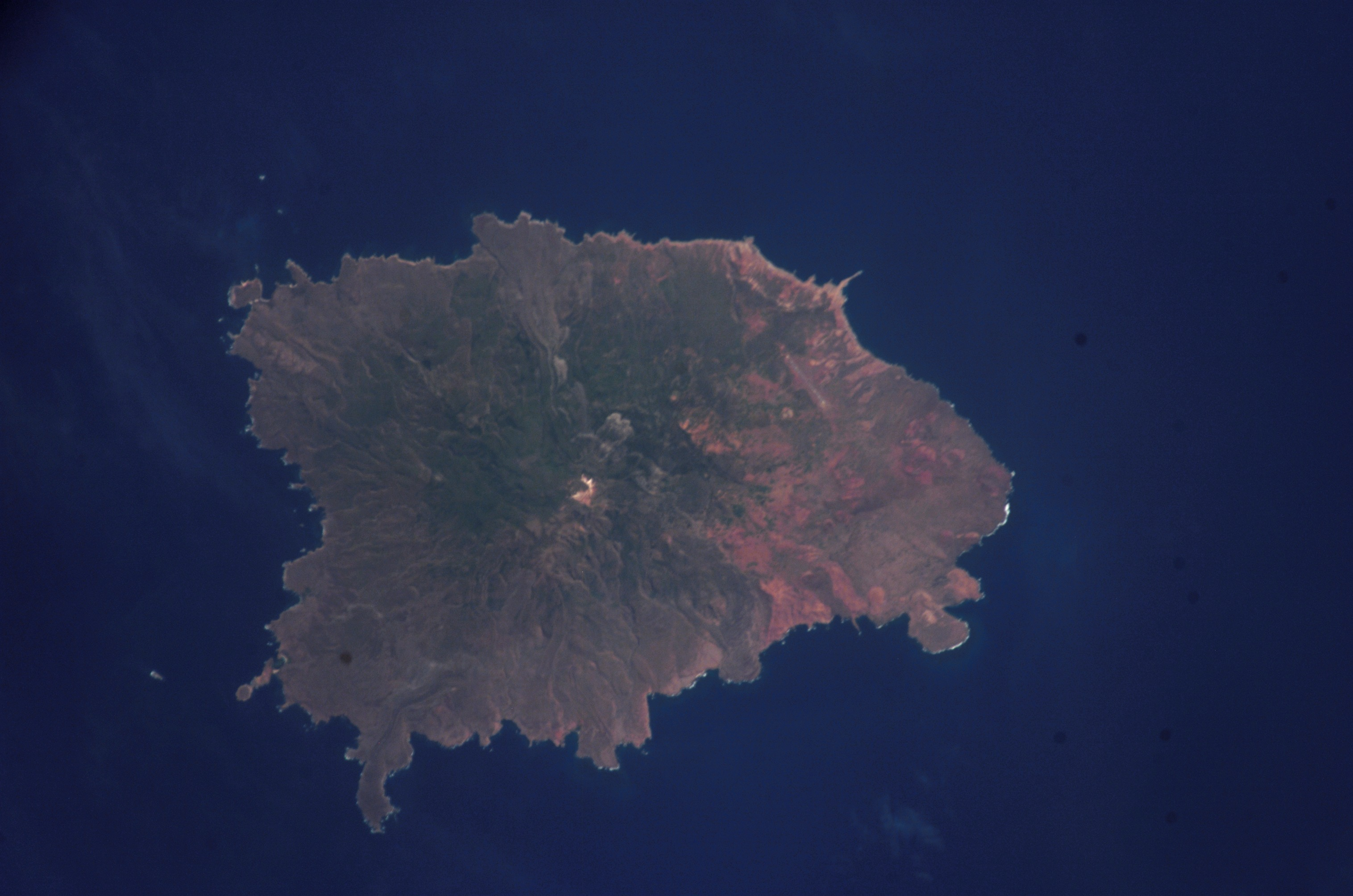
Сокорро, як видно з космосу. Північ розташована у верхньому лівому куті.

За даними Всесвітнього фонду природи (WWF), 14 із 16 загальноприйнятих резидентних таксонів наземних птахів на островах є ендемічними і включають волоочко кларіонське (Troglodytes tanneri), волоочко сокорське (Troglodytes sissonii), пересмішника сокорського (Mimus graysoni), горлиця сокорська (Zenaida graysoni) і папуга сокорський (Arahuga brevipes). У Кларіоні мешкають ендемічні підвиди сови-рипи (Athene cunicularia rostrata), горлиці-жалібниці (Zenaida macroura clarionensis) і звичайного крука (Corvus corax clarionensis). Різновид жовтої нічної чаплі Nyctanassa violacea bancrofti (gravirostris) є ендеміком Сокорро. Буревісник Таунсенда (Puffinus auricularis) — це морський птах, який розмножується лише навколо Серро Еверманн на Сокорро. Раніше він розмножувався на Кларіоні та Сан-Бенедікто, але не розмножувався на Кларіоні з 1988 року, а також на Сан-Бенедікто з 1952 року.
Чотири місцеві наземні хребетні острова є ендемічними, зокрема вуж-батог (Masticophis anthonyi), нічна змія (Hypsiglena unaocularis) та два ігуаніди (Urosaurus auriculatus і U. clarionensis). Численні таксони морських птахів розмножуються не далі на північний (схід) від Сан-Бенедікто; Буревісники помітно відсутні як розмножувачі, хоча вони розмножуються в регіоні та відвідують острови для пошуку їжі. Альбатроси тут також зазвичай не водяться. Серед наземних птахів найбільш помітною є відсутність домашнього зяблика, широко поширеного на прибережних островах північно-східної частини Тихого океану.
Крім місцевих птахів, на островах часто зустрічаються перелітні берегові птахи та інші. Bahia Azufre (Sulfur Bay) на Кларіоні, здається, є улюбленим місцем зупинки, оскільки це одна з небагатьох довших ділянок пляжу на островах; здебільшого берегова лінія — круті скелі. Архіпелаг також є частиною місць зимівлі горбатих китів у північній частині Тихого океану.
Сокорро має численні ендемічні таксони рослин, тоді як Кларіон має лише кілька. Екосистема Сан-Бенедікто була майже знищена в результаті руйнівного виверження вулкана Барсена 1 серпня 1952 року. З тих пір екосистема там відновилася, але ця подія, як відомо, спричинила вимирання скельного крапивника Сан-Бенедікто. Більшість, якщо не всі місцеві рослини, які сьогодні зустрічаються на Сан-Бенедікто, поширені з Кларіоном, але не з ближчим Сокорро на півдні через переважаючі вітри та океанські течії. Рідна флора Кларіона однаково поширена з обома іншими великими островами.
На відміну від обміну між островами, тварини та рослини, які їх спочатку колонізували, мабуть, усі належать до материкових популяцій, як правило, на північний схід від Ревільягідос. Рослини найчастіше походять від популяцій засновників Нижньої Каліфорнії, тоді як ендемічні непташині рептилії, схоже, походять безпосередньо від материкових популяцій району Сонора — Сіналоа. Предки наземних птахів островів, ймовірно, походили з південної частини Північної та північної частини Центральної Америки. Як показує той факт, що жоден ендемічний таксон сухопутних птахів не зустрічається більш ніж на одному острові, а також випадки крапивників Сокорро та Кларіона, а також голуба сокорського та траурного голуба Кларіона, здається, кожна популяція птахів виникла незалежно. BirdLife International визнала архіпелаг важливою орнітологічною територією (IBA) за розмноження морських та ендемічних наземних птахів.
Ilex socorroensis, Aristolochia socorroensis, Bidens socorrensis, Coreocarpus insularis, Eremosis littoralis, Erigeron socorrensis, Perityle socorrosensis, Zapoteca formosa subsp. socorrensis, Lepechinia hastata subsp. socorrensis, Salvia pseudomisella, Triumfetta socorrensis, Botrychium socorrense, Acianthera unguicallosa, Castilleja bryantii var. socorrensis, Peperomia socorronis, Muhlenbergia solisii, Paspalum longum, Guettarda insularis, Meliosma nesites, Cestrum pacificum, Physalis mimulus, Citharexylum danirae та Verbena sphaerocarpa є ендеміками Сокорро. Portulaca masonii є ендеміком Кларіону. Aristolochia islandica та Erigeron crenatus є ендеміками Сан-Бенедікто. Рослини, ендемічні для двох або більше островів, включають Cryptantha foliosa, Bulbostylis nesiotica, Cyperus duripes, Croton masonii, Teucrium townsendii, Oenothera resicum, Aristida tenuifolia, Aristida vaginata, Spermacoce nesiotica та Nicotiana stocktonii.

### Загрози та збереження

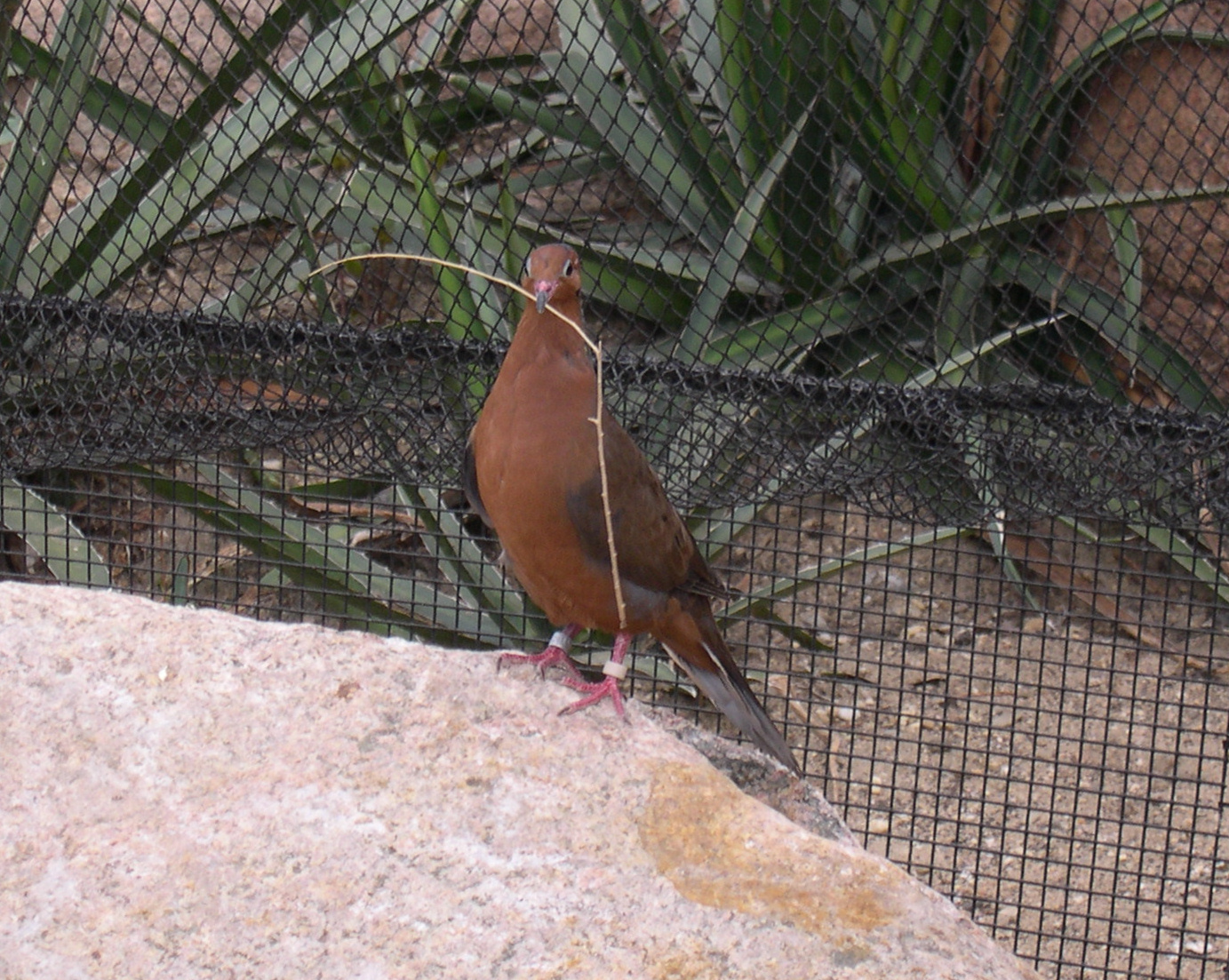
Голуб сокорський (Zenaida graysoni), станом на 2019 рік, виживає лише в неволі

Ще в 1956 році було сказано, що:
«Майбутнє орнітофауни островів на даний момент виглядає безпечним. На Сокорро немає ні людей, ні ссавців, крім помірної та, очевидно, стабільної популяції овець».
Але з того часу унікальна екологія островів опинилася під загрозою через інтродуковані види. Вівці були завезені в Сокорро в 1869 році. Кішки з'явилися після 1953 року, ймовірно, на початку 1970-х років. Свині були представлені на Кларіоні в 1979 році, а кролики стали дикими трохи раніше.
Кілька ендемічних видів Сокорро зараз перебувають під загрозою зникнення. Пересмішник сокорський (Mimodes graysoni) нараховує менше 400 особин. Ендемічні папуга сокорський (Psittacara brevipes) і буревісник Таунсенда (Puffinus auricularis) також перебувають під загрозою зникнення. Голуб сокорський (Zenaida graysoni) зараз вимерла в дикій природі, але її розводять у неволі. Підвид ельфів Socorro Micrathene whitneyi graysoni, здається, вимер. Інші таксони рослин і тварин на архіпелазі також вважаються такими або майже такими, що перебувають під загрозою зникнення.
Низка природоохоронних ініціатив спрямована на те, щоб зупинити руйнування місцевих екосистем островів. Доктор Хармунт Волтер з Університету Каліфорнії в Лос-Анджелесі (UCLA) і доктор Луїс Ф. Баптіста з Академії наук Каліфорнії координували зусилля з розведення та реінтродукції голуба сокорського з 1988 року через Інститут ендемічних захворювань острова. Comité Científico para la Conservación y Restauración del Archipiélago Revillagigedo («Науковий комітет зі збереження та відновлення островів Ревільяхіхедо») був заснований у 1996 році та є комітетом, який представляє кілька організацій, зокрема Групу збереження та екології островів, Інститут ендемічних захворювань островів., Університет Міссурі–Св. Луї (UMSL), Національний автономний університет Мексики (UNAM) та інші. Його очолює д-р Вальтер, а д-р Луїс Медрано з UNAM є його секретарем. Комітет виступає за видалення екзотичних видів з островів, особливо приблизно 2000 овець на Сокорро, щоб дозволити екології островів відновитися, і ухвалення плану управління для сприяння відновленню місцевих видів островів, включаючи реінтродукцію голуба сокорського.

Братстром і Гауелл, які дали оптимістичний прогноз у 1956 році, висловили застереження:
«Можна сподіватися, що мексиканський уряд захистить від інтродукції таких ссавців, як кролики, коти, кози та інші, які незмінно завдавали катастрофи флорі та фауні острівних регіонів». 

### Marine protected area
25 листопада 2017 року президент Мексики Енріке Пенья Ньєто вжив заходів для захисту біорізноманіття регіону, створивши навколо островів найбільшу в Північній Америці морську заповідну територію та заборонивши видобуток корисних копалин, рибальство та розвиток туризму на островах або поблизу них. Загалом морські охоронні території охоплюють 4,6 % виключної економічної зони Мексики для рибальства. Доведено, що морські захищені території позитивно сприяють розмаїттю океану, покращують місця риболовлі поблизу та борються зі зміною клімату. Дослідження, опубліковане через п'ять років після створення морської заповідної зони, показало, що рибальська активність у заповідній зоні зменшилася в середньому на 82 % на судно. Дослідження також показало, що промисловий вилов риби у виключній економічній зоні Мексики не зменшився.